# Воїн усіх часів (1 сезон)
Перший сезон шоу «Воїн усіх часів» — вийшов 7 квітня 2009 в 22:00 за східноамериканським часом на телеканалі Spike TV. Всього вийшло дев'ять серій шоу, кожна з яких з урахуванням реклами тривала приблизно годину. 11 травня 2010 року на DVD і Blu-ray вийшли всі епізоди першого сезону.

## Серія 1:АпачпротиГладіатора

### Команда Апача
- Алан Тафойя, дворазовий чемпіон світу з ножового бою, корінний індіанець
- Снейк Блокер, боєць змішаних єдиноборств, інструктор армії США по ближньому бою

 'Озброєння і захист' :
- Томагавк
- Бойовий ніж
- Лук зі стрілами
- Бойова палиця
- Щит з сириці

 'Дані воїна' :
- Зріст: 5 футів 7 дюймів
- Вага: 140 фунтів
- Броня: відсутній
- Маса озброєння: 10 фунтів

### Команда Гладіатора
- Кріс Торрес, боєць змішаних єдиноборств
- Стівен Дітріх, консультант по історичним фільмам
- Чак Лідделл, боєць змішаних єдиноборств ліги UFC

 'Озброєння і захист' :
- Кест (рукавичка з шипами)
- Різак (сціссор)
- Тризуб і риболовна сітка (спорядження ретіаріїв)
- Праща
- Сіка
- Шолом Мурміллло і дерев'яний щит

 'Дані воїна' :
- Зріст: 5 футів 8 дюймів
- Вага: 185 фунтів
- Броня: бронзові обладунки
- Маса озброєння: 10-38 фунтів

### Результати комп'ютерної симуляції
|                              | Апач         | Перемог | Гладіатор         | Перемог |
| ---------------------------- | ------------ | ------- | ----------------- | ------- |
| Зброя близького бою          | Томагавк     | 153     | Цестус Різак      | 25      |
| Зброя середнього бою         | Бойовий ніж  | 266     | Тризубець і сітка | 166     |
| Зброя дистанційного бою      | Лук і стріли | 188     | Праща             | 1       |
| Зброя особливого призначення | Палиця       | 60      | Сіка              | 116     |
| Всього                       |              | 667     |                   | 333     |

З рахунком 667: 333 переміг Апач.

### Факти про епізод

#### Зброя
- У стародавньому Римі у кожного гладіатора був свій індивідуальний набір зброї і захисту, проте в шоу показали майже увесь арсенал гладіаторського озброєння для повного відображення можливостей бою гладіатора.
- У першій-ж серії чисельність типів зброї не була однаковою: п'ять різновидів зброї гладіатора проти чотирьох у апача.
- Під час вивчення зброї ближнього бою боєць змішаних єдиноборств Чак Лідделл спочатку заміряв силу удару голими руками, а потім із кестою на руках.

#### Випробування зброї
- У першій номінації комбінація різака і кесту протистояв томагавку: з різака і кесту основною зброєю був кест, але навіть він програв томагавку, оскільки мав більш низький радіусом дії.
- У порівнянні з тризубом і ножем тризуб здобув перемогу завдяки нанесенню більш потужних пошкоджень.
- У порівнянні меча-сіки і палиці перемогу здобула сіка: форма клинка дозволяла наносити більш серйозні поранення. При ударі об шолом гладіатора палиця розломилася.
- У порівнянні пращі і лука лук впевнено переміг завдяки великій дальності атаки, точності і вмінню наносити пошкоджень.

#### Симуляція і результат
- У першій-ж серії в першому-ж поєдинку між воїном, закутим в металеву броню, і воїном без обладунків переміг воїн без обладунків.
- Тризуб і сітка — перша зброя, що перемогла в випробуваннях, але на ділі виявилася гірше, ніж у супротивника.
- За підсумками симуляції апач здобув більшу кількість перемог над своїм противником зі зброєю середньої та дальньої дистанції боїв.
- У симуляції гладіатор не користувався різаком.

## Серія 2:ВікінгпротиСамурая

### Команда Вікінга
- Кейсі Хендершот, каскадер, майстер бою на довгих мечах
- Метт Нельсон, боєць змішаних єдиноборств і експерт по бою вікінгів, нащадок вікінгів Данії

Озброєння і захист:
- Велика сокира
- Довгий меч
- Метальний спис
- Дерев'яний щит
- Сталевий шолом
- Кольчуга

 'Дані про воїна' :
- Зріст: 5 футів 11 дюймів
- Вага: 180 фунтів
- Броня: кольчуга
- Маса озброєння: 65 фунтів

### Команда Самурая
- Тецуро Сігемацу, майстер кудо, японського мистецтва стрільби з лука і нащадок самураїв
- Бретт Чан, каскадер, володар чотирьох чорних поясів з бойових мистецтв

 'Озброєння і захист' :
- Катана (меч)
- Нагината (спис)
- Юмі (цибуля)
- Канабах (палиця)
- Кабуто (шолом)
- До-мару (обладунки)

 'Дані про воїна' :
- Зріст: 5 футів 3 дюйми
- Вага: 135 фунтів
- Броня: сталева і шкіряна
- Маса озброєння: 65 фунтів

### Результати комп'ютерної симуляції
|                                | Вікінг         | Перемог | Самурай  | Перемог |
| ------------------------------ | -------------- | ------- | -------- | ------- |
| Зброя ближнього бою            | Велика сокира  | 134     | Катана   | 137     |
| Зброя середньої дистанції      | Довгий меч     | 175     | Нагіната | 171     |
| Зброя малої дальності          | Метальний спис | 92      | Юмі      | 114     |
| Зброя спеціального призначення | Дерев'яний щит | 77      | Канабо   | 100     |
| Всього                         |                | 478     |          | 522     |

З рахунком 478:522 перемогу отримав Самурай.

### Факти про епізод

#### Випробування зброї
В епізоді вперше випробовували можливість зброї пробивати обладунки. Так, катана не зуміла пробити кольчугу, а сокира вікінгів відскочила від шолома кабуто. Але сокира все-ж виявився переможцем.
- У перевірці зброї дистанційного бою команда Вікінга продемонструвала можливість метати одночасно два списи, а команда Самурая зуміла вразити з лука манекен з балістичного гелю в область очей. Точність лука виявилася вищою.
- У змаганні меча і списа-нагінати меч зумів перерубати обидві руки гелевому манекену і здобув перемогу.
- Під час випробування спеціальної зброї палиця канабо зуміла нагнути дерев'яний щит. Також в цьому випуску вперше була показана можливість використання щита як зброї.

#### Симуляція і результати
- Під час комп'ютерної симуляції самурай, що поступався за ефективністю зброї вікінгу, все-ж здобув підсумкову перемогу, причому перемагав кожною зброєю не менше сотні разів.
- Велика сокира — другу зброю, що перемогла в випробуваннях, але на ділі виявилася гірше, ніж у супротивника.
- Самурай — перший з шести воїнів без переможного бойового кличу.
- Вікінг — перший воїн, який програв бій незважаючи на те, що мав найсильнішу зброю (довгий меч).

## Серія 3:СпартанецьпротиНіндзя

### Команда Спартанця
- Джеремі Данн, експерт по зброї Стародавньої Греції
- Баррі Якобсен, колишній зелений берет та історик по Стародавній Греції (в тому числі Спарті)[1]

Озброєння і захист:
- Короткий меч ксифос
- Спис
- Дротик
- Бронзовий щит аспис
- Бронзовий нагрудник
- Бронзовий корінфській шолом

Дані про воїна:
- Зріст: 5 футів 8 дюймів
- Вага: 165 фунтів
- Броня: бронзові обладунки
- Маса озброєння: 60 фунтів

### Команда Ніндзя
- Лу Кляйн, майстер бою зі зброєю ніндзя
- Майкл Лер, володар чорного поясу з карате

 'Озброєння і захист' :
- Ніндзято (меч)
- Мецубусі (метальні яйця зі склом)
- Сюрікени
- Духова трубка
- Кусарікама

 'Дані про воїна' :
- Зріст: 5 футів 2 дюйми
- Вага: 135 фунтів
- Броня: немає
- Маса озброєння: 10 фунтів

### Результати комп'ютерної симуляції
|                                | Ніндзя                             | Перемог | Спартанець          | Перемог |
| ------------------------------ | ---------------------------------- | ------- | ------------------- | ------- |
| Зброя малої дальності          | Ніндзято                           | 123     | Короткий меч ксифос | 52      |
| Зброя середньої дальності      | Мітсубісі (яйце з толоченим склом) | 0       | Спис                | 210     |
| Зброя дальньої дії             | Духова трубка Сюрикени             | 4 0     | Дротик              | 9       |
| Зброя спеціального призначення | Кусарігама                         | 220     | Спартанський щит    | 382     |
| Всього                         |                                    | 347     |                     | 653     |

З рахунком 347:653 перемогу здобув Спартанець.

### Факти про епізод

#### Випробування зброї
- Вдруге число різновидів зброї не було рівним: 5 у ніндзя і 4 у спартанця.
- Торс з балістичного гелю використовувався для перевірок майже всіх типів зброї.
- На випробуваннях зброя високого радіуса дії практично не проявили себе: сюрікени завдав невеликі пошкодження, а дротик виявився зовсім повільним і недостатньо точним. Однак духова трубка дозволила ніндзя перемогти в категорії дистанційного бою завдяки можливості вражати ціль.
- У порівнянні зброї середньої дальності яйця мітсубісі програли спису, оскільки не завдавали істотних пошкоджень (в кращому випадку могли засліпити), в той час як спис вбивав з першого разу.
- Кращою зброєю малої дальності був визнаний меч ніндзято, який опинився вище меча-ксифосу: він розрубував свинячу тушу набагато краще.
- Щит спартанців використовувався як спеціальна зброя і здобув підсумкову перемогу проти серпа кусарікама: пошкодження, що наносяться щитом, виявилися сильнішими пошкоджень від кусаріками (одним кінцем вдалося пробити шолом спартанця, іншим не вдалося пробити його обладунки).

#### Симуляція і результати
- Сюрікени і чорні яйця зі склом за підсумками комп'ютерної симуляції вперше не принесли жодної перемоги в симуляції.
- Духова трубка — третя зброя, що перемогла в випробуваннях, але на ділі виявилася гірше, ніж у супротивника.
- Ніндзя був визнаний найхитрішим, а спартанець — найсильнішим воїном за 1 сезон (після того як переміг в спеціальному випуску самурая).

## Серія 4:ПіратпротиЛицаря

### Команда Пірата
- Майкл Триплетт, майстер бою на зброї піратів
- Давид Ернандес, фехтувальник, інструктор з боїв на мечах (Пізніше він з'явився у випуску 2 сезони «Сомалійські пірати проти Медельїнського картелю» як учасник постановочних боїв)

 'Озброєння і захист' :
- Абордажні шабля
- Бойова сокира
- кременеві пістолет
- Мушкетони
- Граната

 'Дані про воїна' :
- Рік: 1715[2]
- Зріст: 5 футів 10 дюймів
- Вага: 170 фунтів
- Броня: немає
- Маса озброєння: 20 фунтів
- Лояльність: Гроші (не підтримує якусь державу, думає про наживу)

### Команда Лицаря
- Давид Коретті, колишній військовий і майстер бою на мечах
- Джош Поу, експерт по бою на середньовічному зброю

 'Озброєння і захист' :
- Дворучний меч
- Алебарда
- Арбалет
- Палиця Моргенштерн
- Лати

 'Дані про воїна' :
- Рік: 1 423
- Зріст: 5 футів 11 дюймів
- Вага: 180 фунтів
- Броня: лати
- Маса озброєння: 70 фунтів
- Лояльність: Франція (як мотивації авторами шоу обрана вірність християнській релігії і поняття честі)

### Результати комп'ютерної симуляції
|                                | Пірат                         | Перемог | Лицар              | Перемог |
| ------------------------------ | ----------------------------- | ------- | ------------------ | ------- |
| Зброя малої діяльності         | Абордажна шабля Бойова сокира | 25 13   | Дворучний меч Лати | 103     |
| Зброя середньої дальності      | Мушкетон                      | 352     | Алебарда           | 108     |
| Зброя довгої дальності         | Кременевий пістолет           | 41      | Арбалет            | 106     |
| Зброя спеціального призначення | Граната                       | 198     | Палиця Моргенштерн | 54      |
| Всього                         |                               | 629     |                    | 371     |

З рахунком 629:371 переміг Пірат.

### Факти про епізод

#### Вперше в шоу
- Єдиний раз в одній категорії боролися броня і зброя.
- Випробувано вогнепальну зброю та вибухівку.
- У симуляції воїн бився верхи на коні.
- Вперше у нагоді був полігон поза студією програми для випробування гранати пірата.
- У сезоні 1 маса обладунків лицаря стала найважчою з усіх використаних.

#### Випробування зброї
- Вперше в шоу була зафіксована нічия на випробуваннях зброї: в категорії зброї ближнього бою оголосили нічию між шаблею і мечем. Разом з тим сокира програла зброї лицаря: хоча вона пробила лати, манекен залишився неушкодженим.
- Арбалет став переможцем в категорії зброї великого діапазону: кремінний пістолет не пробив обладунки, оскільки кулю зрикошетила.
- В категорії зброї середньої дальності в змаганні між мушкетоном і алебардою переміг мушкет, який все-таки пробив обладунки з другої спроби, незважаючи на осічку.
- В категорії спеціальної зброї перемогу здобула граната. Незважаючи на те, що палиця мала руйнівну потужністю (тиск при ударі перевищувало смертельний рівень в 17 разів), а граната не пробила обладунки і лише оглушила противника, перевагу віддали гранаті, оскільки палиця була досить важкою і не настільки зручною в управлінні.

#### Результати
- Вогнепальна зброя дозволила пірату здобути перемогу в дуелі з лицарем при різниці між воїнами в 308 років.
- У пірата було п'ять видів зброї проти чотирьох видів зброї у лицаря. Незважаючи на те, що лицаря захищали лати, завдяки вогнепальної зброї пірат здобув перемогу.

## Серія 5:ЯкудзапротиМафії

### Команда Якудзи
- Зеро Казама, володар чорного поясу з карате
- Девід Коно, нащадок представників якудза

 'Озброєння і захист' :
- Нунчаки
- Пістолет Walther P38
- Пістолет-кулемет Sten
- Керамічна граната
- Ножі сай

 'Дані про воїна' :
- Рік: +1947
- Зріст: 5 футів 6 дюймів
- Вага: 150 фунтів
- Броня: немає
- Маса озброєння: 10 фунтів

### Команда Мафії
- Джо Ферранте, історик, нащадок італійських емігрантів
- Томас Бонанно, історик, нащадок мафіозі

 'Озброєння і захист' :
- Бейсбольна бита
- Обріз
- Пістолет-кулемет «Томмі»
- Коктейль Молотова
- Заточення

 'Дані про воїна' :
- Рік: 1929 Отримати
- Зріст: 5 футів 10 дюймів
- Вага: 170 фунтів
- Броня: немає
- Озброєння: 10 фунтів

### Результати комп'ютерної симуляції
|                                | Якудза                | Перемог | Мафія                  | Перемог |
| ------------------------------ | --------------------- | ------- | ---------------------- | ------- |
| Зброя малої дальності          | Нунчаку               | 9       | Бейсбольна бита        | 23      |
| Зброя середньої дальності      | Walther P38           | 10      | Обріз                  | 38      |
| Зброя далекої діяльності       | Пістолет-кулемет Стен | 359     | Пістолет-кулемет Томмі | 499     |
| Вибухівка                      | Керамічна граната     | 26      | Коктейль Молотова      | 2       |
| Зброя спеціального призначення | Сай                   | 10      | Заточка                | 24      |
| Всього                         |                       | 414     |                        | 586     |

З рахунком 414:586 перемогла Мафія.

### Факти про епізод

#### Вперше в шоу
- Вперше в симуляції відбувся командний бій між загонами по п'ять людей.
- Вперше в симуляції, крім малої, середньої, зброї великої дальності та спеціальної зброї, випробували вибухівку.
- У симуляції вперше з'явилися нейтральні особи: чоловік і жінка. Їх одразу вбили ворогуючі сторони.

#### Випробування зброї
- Мафія перемогла в трьох номінаціях з п'яти.
- Пістолети-кулемети Томпсон і Стен в рамках зброї великої дальності випробовувалися на полігоні як на одній мішені, так і на кількох. Скорострільність Томпсона принесла йому перемогу, опинившись переконливіше точності Стена.
- В категорії зброї ближнього бою порівнювалися бейсбольна бита і нунчаку. І та, і інша зброя продемонструвала свою ефективність: бейсбольна бита переламала хребет свині, а нунчаку трьома ударами зламали щелепу манекена з балістичного гелю. Однак для нанесення точного удару в володінні нунчаку була потрібна велика спритність. Зрештою перевага віддали биті як більш простій і ефективній зброї.
- В категорії зброї середньої дальності перемогу над пістолетом японців Walther здобув американський обріз: останній наносив куди більші пошкодження, незважаючи на точність пістолета.
- В категорії вибухівки якудза перемогли завдяки більшій ефективності керамічної гранати: коктейлю Молотова необхідно було деякий час, щоб вогонь поширився по тілу людини, в той час як граната вибухала куди швидше.
- Заточка мафіозі програла ножам сай: для атаки заточкою потрібно було знаходитися близько до супротивника, а ножі сай дозволяли як боротися, не підходячи впритул до супротивника, так і вибити будь-яку зброю з рук.

#### Результати симуляції
- Пістолет-кулемет Томпсона побив рекорд шоу серед вогнепальної зброї, набравши найбільше перемог за перші два сезони. У симуляції саме він зіграв головну роль у перемозі мафії.
- В цілому мафія здобула свої перемоги за рахунок зброї середньої і дальньої дистанції. Сай, незважаючи на свою перевагу, за кількістю перемог програв заточці (четвертий раз в історії шоу).
- Ватажок мафії — другий з шести воїнів без переможного бойового кличу.

### Помилки та неточності
- У відеовставці мафії були показані пістолет M1911, кастет та стилет, а у якудзи катана. Однак ці типи зброї не тестувалися в шоу і тому не були задіяні. До слова, мафія не встигла застосувати коктейль Молотова, який впустив боєць на самому початку бою.
- У відеовставці японці стріляють не з пістолета Walther P38, а з Luger P08.

## Серія 6:Зелені беретипротиСпецназу

### Команда Зелених беретів
- Метт Ендерсон, каскадер, ветеран підрозділу, учасник війни в Перській затоці
- Джордж Гомес, штаб-сержант Армії США, інструктор з військової підготовки

 'Озброєння і захист' :
- Пістолет Beretta M9
- Дробовик Мосберг
- Автомат M4A1
- Снайперської гвинтівки M24
- Граната M67
- Саперна лопата

 'Дані про воїна' :
- Зріст: 6 футів 1 дюйм
- Вага: 180 фунтів
- Маса озброєння: 29 фунтів
- Чисельність підрозділу 4500 осіб

### Команда Спецназу
- Саулюс «Сонні» Пузікас, військовослужбовець спецназу ГРУ в 1980-1990-х роках, консультант в ігровій та кіноіндустрії
- Максим Франц, колишній військовослужбовець морської піхоти СРСР, інструктор з рукопашного бою

 'Озброєння і захист' :
- Пістолет Макарова
- Карабін Сайга-12
- Автомат АК-74
- Снайперська гвинтівка Драгунова
- Граната РГД-5
- Балістичний ніж

 'Дані про воїна' :
- Зріст: 5 футів 11 дюймів
- Вага: 175 фунтів
- Маса озброєння: 27 фунтів
- Чисельність: 15000 осіб

### Результати комп'ютерної симуляції
|                           | Зелені берети             | Перемог | Спецназ                         | Перемог |
| ------------------------- | ------------------------- | ------- | ------------------------------- | ------- |
| Зброя малої дальності     | Пістолет Beretta          | 4       | Пістолет Макарова               | 12      |
| Зброя середньої дальності | Дробовик Моссберга        | 42      | Карабін Сайга                   | 104     |
| Автоматична зброя         | Автомат M4A1              | 311     | Автомат АК74                    | 288     |
| Снайперська зброя         | Снайперська гвинтівка M24 | 85      | Снайперська гвинтівка Драгунова | 84      |
| Вибухівка                 | Граната M67               | 36      | Граната РГД-5                   | 24      |
| Спеціальна зброя          | Саперна лопата            | 3       | Балістичний ніж                 | 7       |
| У підсумку                |                           | 481     |                                 | 519     |

З рахунком 481:519 перемогу здобув Спецназ.

### Факти про епізод

#### Співвідношення сторін
- Вперше в випробуваннях зброї була оголошена нічия.
- Це перша і єдина за сім випусків поразка США від іноземців.
- Обидва підрозділи не вступали до бою в роки Холодної війни, хоча часто були близькі до цього через нестабільні відносин СРСР і США.
- Спецназ у випуску підноситься як якийсь особливий підрозділ, хоча так називають всі радянські підрозділи спеціального призначення. Судячи з карповими беретам, мова йде про спецназ внутрішніх військ, хоча не виключається версія халатного підходу до реконструкції екіпірування.

#### Випробування
- Карабін Сайга, що дозволив вразити 4 мети за 2 секунди, отримав перевагу над дробовиком Мосберг, який все-ж пробив свинячу тушу наскрізь. Аналогічні результати він показав у симуляції.
- Обидва автомата — M4A1 і АК-74 — без проблем вразили свої цілі, тому в протистоянні була зафіксована нічия. Однак в симуляції з невеликою перевагою лідирував M4A1.
- Точність гвинтівки M24 проти СВД дозволила їй здобути лише на одну перемогу більше в симуляції. В ході випробувань обидва снайпера потрапили в усі мішені, але у СВД куля на пару сантиметрів відхилилася від цілі, внаслідок чого американська M24 і здобула перемогу у своїй номінації.
- Під час випробувань пістолетів бійці діяли в темряві з приладами нічного бачення. Американський боєць вразив тільки дві мішені, фактично не потрапивши в третю. Представник спецназу витратив більше часу на завдання, але вразив все три мішені, що і дозволило останньому виграти в номінації.
- В програмі була допущена велика неточність: балістичний не перебував на озброєнні радянських військ. Замість цього спецназ використав і використовує ножі НРС-2 і НР-43. Однак саме ніж на випробуваннях продемонстрував ефективність у порівнянні з саперної лопатою: лезо легко розбило три висячі кулі і потрапивши в ціль.
- Граната РГД-5 випробовувалася в пральній машині, а M67 на відкритому просторі. Однак радіус ураження американської гранати все одно був багато більшим, ніж у РГД-5.
- Під час випробувань Максим Франц продемонстрував фізичну підготовку спецназівців в невеликому поєдинку з Джеффом Демуліном. Рукопашний бій був показаний і в симуляції в самому кінці.
- За версією Сонні Пузікаса, саперна лопата була небезпечна як практична зброя. Але в одному з випусків програми «зброєведення» він розповідав про важливу роль малої саперної лопати в арсеналі російського спецназу, яку можна було метати в супротивника.

#### Симуляція
- Бій відбувається на території міста Грозний часів Першої чеченської війни, як видно на табличці на початку битви.
- В оригінальному випуску в симуляції ніхто не задіяв снайперські гвинтівки, а спецназівці жодного разу не кинули гранати. Втім, з оригінальної реконструкції були вирізані кілька фрагментів, в одному з яких американець вбиває з M24 радянського/російського спецназівця[3].
- Заявлену зброю спецназу АК-74 в епізоді було відкинуто: в заставці показаний АКМС, в випробуваннях використовувався АКМ, в симуляції спецназівці використовували АКМ і АКС-74У
- Фінальна сутичка між бійцями що залишилися в живих йшла в рукопашну: в декількох епізодах за участю воїнів з вогнепальною зброєю фінальні сутички також проходили в рукопашну.
- Перемогу російському спецназу приніс балістичний ніж, яким боєць ГРУ встиг смертельно поранити в шию американця.
- Найефективнішою зброєю в бою став автомат M4A1 армії США, але його потужності не вистачило для перемоги.
- Спецназ ГРУ, програючи по ходу бою Зеленим бере (відразу було вбито майже четверо спецназівців і тільки один американський «зелений берет»), сенсаційно вирвав перемогу: вижившись спецназівець поодинці знищив чотирьох Зелених беретів. Він став першим з трьох воїнів, які вбили 4 ворогів в симуляції.

## Серія 7:Шаолінський монахпротиВоїна Маорі

### Команда Монаха
- Ерік Чен, майстер по ушу і кунг-фу, історик
- Ванг Вей, чемпіон Китаю по ушу, каскадер
- Альфред Хсінг, історик, каскадер[4]

 'Озброєння і захист' :
- Цзянь-гоу («подвійні гаки»)
- Емейські спиці
- Шест
- Жуаньбянь (ціп)

 'Дані про воїна' :
- Зріст: 5 футів 7 дюймів
- Вага: 145 фунтів
- Броня: немає
- Маса озброєння: 5 фунтів

### Команда Маорі
- Шеймус Фітцджеральд, майстер шостого ступеня по мао-Тайхо
- Джаред Віхоні, оперативник SWAT
- Сала Бейкер, актор, каскадер, майстер бойових мистецтв

 'Озброєння і захист' :
- Спис-скат
- Мері (кийок)
- Тайах (бойовий жердину)
- Дубинка з акулячими зубами

 'Дані про воїна' :
- Зріст: 5 футів 9 дюймів
- Вага: 180 фунтів
- Броня: немає
- Маса озброєння: 8 фунтів

### Результати комп'ютерної симуляції
|                           | Шаолінський монах            | Перемог | Воїн Маорі                | Перемог |
| ------------------------- | ---------------------------- | ------- | ------------------------- | ------- |
| Зброя малої дальності     | Емейські спиці               | 31      | Мере                      | 78      |
| Зброя середньої дальності | Бойова жердина Подвійні гаки | 57 566  | Тайаха Спис-скат          | 151 6   |
| Спеціальна зброя          | Ціп                          | 38      | Дубина з акулячими зубами | 73      |
| Всього                    |                              | 692     |                           | 308     |

З рахунком 692:308 переміг Шаолінський монах.

#### Випробування зброї
- Завдяки більшій пробивний силі та досяжності дубина  міру  взяла гору над емейськими спицями в категорії зброї ближнього бою.
- В категорії зброї середнього радіуса у змаганні з бойовою жердиною спис тайаха взяв гору, однак подвійні гаки цзянь-гоу взяли верх над списом з наконечниками з шипів ската.
- Ціп шаолінського монаха програв палиці з акулячими зубами: зуби наносили набагато сильніші рани

#### Результати
- Маорі — перший воїн, який отримав перевагу в 3 з 4 видів зброї, і єдиний, хто програв бій, незважаючи на це. З іншого боку, єдиним ефективною зброєю монаха, який демонстрував значну перевагу над зброєю маорі, були шуан-гоу.
- Це — перший епізод, в якому у обох воїнів не було ні броні, ні щитів, ні стрілецької зброї.
- Шаолінський монах — третій з шести воїнів без переможного бойового кличу.
- Шуан-гоу виявилося найефективнішою зброєю за перші два сезони. Крім того, це єдиний випадок, коли воїн набрав однією зброєю достатню кількість перемог для загальної перемоги в сутичці

## Серія 8:Вільям УоллеспротиШаки Зулу

### Команда Вільяма Уоллеса
- Кіерон Елліот, фехтувальник і експерт по шотландському зброї
- Ентоні Делонгіс, фехтувальник, постановник боїв на мечах

 'Озброєння і захист' :
- Бойовий молот
- Меч клеймор
- Кістень
- Щит тарчу
- Дірк
- Кольчуга

 'Дані про воїна' :
- Роки життя: 1270—1305
- Країна: Шотландія
- Маса озброєння: 40 фунтів
- Броня: кольчуга і щит-тарч

### Команда Шаки Зулу
- Ерл Уайт, майстер бою на жердинах зулу
- Джейсон Бартлі, каскадер, гравець в американський футбол, боєць змішаних єдиноборств[5]

 'Озброєння і захист' :
- Бойова сокира
- Іклва
- Ішлангу
- Івіса
- Сліпучий порошок

 'Дані про воїна' :
- Роки життя: 1787—1828
- Країна: Південно-Східна Африка
- Маса озброєння: 7-10 фунтів
- Броня: щит з бичачої шкури

### Результати комп'ютерної симуляції
|                           | Вільям Уоллес | Перемог | Шака Зулу            | Перемог |
| ------------------------- | ------------- | ------- | -------------------- | ------- |
| Зброя малої дальності     | Молот         | 65      | Сокира               | 70      |
| Зброя середньої дальності | Клеймор       | 319     | Іклава та ішлангу    | 307     |
| Зброя високої дальності   | Кістень       | 1       | Івіса                | 2       |
| Спеціальна зброя          | Тардж і дірк  | 236     | Засліплюючий порошок | 0       |
| Всього                    |               | 621     |                      | 379     |

З рахунком 621:379 переміг Вільям Уоллес.

### Факти про епізод

#### Противники
- Вперше в шоу в бою один-на-один зіткнулися два історичних героя (починаючи з третього сезону, вони боролися за підтримки своїх військ).
- Бій між воїнами тривав 1 хвилину 39 секунд і став найкоротшим в сезоні.

#### Зброя
- В категорії зброї ближнього бою молот випробовувався на двох манекенах. Удари привели до роздроблення щелепи і лицьових кісток. Однак сокира показала більшу забійну силу при випробуванні на коров'ячої нозі, буквально порубав її.
- В категорії зброї середньої дальності була продемонстрована можливість зрубати відразу три голови одним ударом клеймору. При випробуванні на зулуському щиті ішлангу, клеймор розрубав щит (за оцінкою Джеффа Демуліна тримаюча щит людина зламала-б руку). Удар іклави пробив груди манекена, дійшовши до хребта, також — пробивши шотландську кольчугу. Однак клеймор завдяки більш разючій сили отримав перевагу.
- В категорії зброї дальнього бою, обушок вразив крижану мішень лише з третьої спроби. Івіса пробила скляну тарілку і дві кулі, продемонструвавши великі швидкість і точність кидка, що принесло їй перевагу.
- В категорії зброї спеціального призначення удар щитом тарчу (з шипом в центрі) вразив манекен в серце, а кинджал дірк (використовувався в парі з тарчу) завдав смертельного удару в голову, вразивши мозок. Сліпучий порошок зулусів не виявив себе ніяк, завдавши лише невеликої шкоди.

#### Результати симуляції
- Порошок став третьою зброєю, яка не набрала очок в симуляції.
- За словами експертів, Вільям Уоллес виграв 602 сутички.

## Серія 9:ІРАпротиТалібана

### Команда ІРА
- Худобі Коллінз, актор, онучатий племінник Майкла Коллінза, одного з командирів Ірландської Республіканської Армії
- Пітер Кроу, музикант, автор-виконавець, знавець культури Ірландії і ІРА

 'Озброєння і захист' :
- Вогнемет ЛПО-50
- Автомат AR-15
- Бомба з цвяхами
- Рогатка

 'Дані про воїна' :
- Зріст: 5 футів 11 дюймів
- Вага: 180 фунтів
- Маса озброєння: 30 фунтів

### Команда Талібану
- Фахім Фазлі, колишній моджахед часів війни в Афганістані (1979—1989)
- Алекс Самі, службовець поліції Ірану

 'Озброєння і захист' :
- Гранатомет РПГ-7
- Автомат АК-47
- Протипіхотна міна ПМН
- Штик-ніж до АК-47

 'Дані про воїна' :
- Зріст: 5 футів 9 дюймів
- Вага: 160 фунтів
- Маса озброєння: 20 фунтів

### Результати комп'ютерної симуляції
|                                | ІРА             | Перемог | Талібан          | Перемог |
| ------------------------------ | --------------- | ------- | ---------------- | ------- |
| Зброя малої дальності          | Рогатка         | 2       | Штик-ніж         | 35      |
| Зброя середньої дальності      | Вогнемет ЛПО-50 | 70      | Гранатомет РПГ-7 | 162     |
| Зброя великої дальності        | Автомат AR-15   | 315     | Автомат АК-47    | 245     |
| Зброя спеціального призначення | Бомба з цвиками | 130     | Міна ПМН         | 41      |
| Всього                         |                 | 517     |                  | 483     |

З рахунком 517:483 перемогу здобули ІРА.

### Факти про епізод

#### Противники
- У прев'ю обидва підрозділи були названі майстрами міської партизанської війни.
- Це один з тих епізодів, в початковій заставці якого повідомляється про те, що автори не підтримують і не пропагують дії будь-якого з представлених воїнів.

#### Випробування зброї
- Вогнемет ЛПО-50, за словами авторів шоу, дістати можна було тільки в Росії, тому в показаному бою використаний американський вогнемет М2 часів Другої Світової війни. РПГ-7 завдяки більшій дальності здобув перемогу в змаганні з вогнеметом.
- У випробуваннях автоматичної зброї обидва варіанти випробовувалися також на надійність шляхом забруднення. АКМ підтвердив свою легендарну надійність, а ось AR-15 заклинило. Однак, точність AR-15 принесла їй перемогу в категорії: вирішальну думку висловив Джефф Демулін, особисто випробував обидва автомата.
- Експерти ІРА розповіли, що АКМ дійсно перебував на озброєнні ІРА, але від нього відмовилися через недостатню точності. У свою чергу, Алекс Самі розповів, що AR-15 використовувався в армії Ірану, проте через невисоку надійність автомат був знятий з озброєння.
- На випробуваннях зброї ближнього бою камінь з рогатки тільки потрапив в очну ямку черепа, але не збив його, що змусило експертів вважати, що камінь може тільки покалічити, але не вбити. Штик-ніж легко розірвав боксерську грушу і завдав «смертельні» рани манекену з балістичного гелю, чим і заслужив свою перемогу. У симуляції-ж боєць ІРА використовував рогатку тільки як зброя відволікання уваги.
- При випробуванні вибухових пристроїв бомба з цвяхами перемогла за рахунок дистанційного керування. Масштаб вибуху був на диво високим через те, що бензобаки стояли поруч мопеда. Міна ПКН також підривалася з дистанції, але зуміла знищити тільки двох людей, а слух про здатність ударної хвилі відривати кінцівки був частково спростований.

#### Симуляція
- Вперше в шоу під час симуляції внизу з'явилися лічильники, що показували кількість живих бійців. Кожен раз, коли боєць гинув, фігурка одного з солдатів зникала.
- Єдиний раз в шоу боєць загинув від дружнього вогню: таліб помилково потрапив гранатою з РПГ-7 в свого товариша, оскільки бойовик ІРА встиг вирватися з рук коли його тримав супротивника.
- Перший раз бійцеві однієї групи вдалося вихопити зброю противника: бойовик ІРА вирвав з рук таліба ніж-багнет і порізав ним-ж свого супротивника.

#### Інше
- Вогнемет ЛПО-50, за словами авторів шоу, був застосований при атаці ІРА на британський блокпост в 1989 році. Тому дійсно є документальне підтвердження: в 1989 році під час бою за блокпост в Дерріярде ірландці намагалися спалити командний пункт британських військ з вогнемету.
- Відеовставка за участю Талібану раніше використовувалися в епізоді «Зелені берети проти Спецназу».
- Фахім Фазлі особисто не тестував зброю, всі випробування проводив Алекс Самі.
- Згідно з повідомленням в кінці випуску, автори шоу і його учасники надали матеріальну допомогу фонду боротьби з протипіхотними мінами Adopt-A-Minefield.
- Військовослужбовці британської армії, яким бійці ІРА протистоять в відеозавставці, озброєні автоматами М16 замість L1 або L85, а також прийнятими на озброєння офіційно пістолетами-кулеметами HK MP5.

#### Помилки та неточності
- Крім заміни вогнемета ЛПО-50 на американський аналог, в шоу довелося використовувати ліцензійну китайську копію РПГ-7 під назвою Тип 56.
- На столі у експертів ІРА можна помітити гранатомет AT4, який ніколи не використовувався в Ірландії.
- На столах у експертів можна знайти пістолет-кулемет MAC-10 і пістолет ТТ, але жоден з них не був випробуваний або показаний в симуляції.
- Під час постановлених боїв (НЕ симуляції) бойовик ІРА стріляє з револьвера Webley, але використовує його тільки в спеціальному епізоді Back for Blood.

## ЕпізодBack for Blood
Цей епізод вийшов напередодні другого сезону з новим вступним відеороликом. У спеціальному епізоді експерти вирішили вибрати двох кращих воїнів, розділивши переможців на дві групи. У першу групу воїнів допорохового часу потрапили апач, самурай, спартанець, шаолінський монах і вільям воллес. До другої групи воїнів з вогнепальною зброєю потрапили пірат, спецназ, мафія і ІРА.

### Воїни до Епохи Пороху
- Чернець Шаоліня був автоматично виключений експертами з боротьби через відсутність захисту.
- Вільям Уоллес покинув боротьбу за рішенням експертів через відсутність доброї зброї далекого бою і поганий кольчуги.
- Апач був виключений через повної відсутності броні і бронебійної зброї.
- У фінал вийшли Спартанець і Самурай, для чого запросили по одному експерту від кожної команди: спецназівця і фахівця з давньогрецької історії Баррі Якобсена і нащадка самураїв Тецуро Сігемацу.

#### Зброя Спартанця
- Короткий меч
- Спис
- Дротик
- Щит

#### Зброя Самурая
- Катана
- Нагіната
- Юмі
- Канабо

#### Результати комп'ютерної симуляції
|                           | Спартанець   | Перемог | Самурай  | Перемоги |
| ------------------------- | ------------ | ------- | -------- | -------- |
| Зброя малої діяльності    | Короткий меч | 10      | Катана   | 15       |
| Зброя середньої дальності | Спис         | 339     | Нагіната | 141      |
| Зброя дальньої діяльності | Дротик       | 16      | Юмі      | 175      |
| Спеціальна зброя          | Щит          | 162     | Канабо   | 142      |
| Всього                    |              | 527     |          | 473      |

З рахунком 527:473 перемогу отримав Спартанець, і таким чином став найвеличнішим воїном допорохової епохи.

#### Факти про змагання
- У двох номінаціях знадобилося проводити нові випробування.
- В категорії зброї ближнього бою катана зі значною перевагою здолала короткий ксифос (натурні випробування не проводилися).
- В категорії зброї середньої дальності порівнювалися нагіната і спис спартанця: для цього було проведено нове випробування. Бійцям належало пробити манекен що рухається. Ні нагіната, ні спис із завданням не впоралися.
- Лук Юмі був визнаний кращою зброєю дистанційного бою без проведення будь-яких випробувань, оскільки міг вражати противника з високою точністю.
- У порівнянні спеціальної зброї спартанський щит виявився сильнішим палиці канабо, бо палиця не змогла завдати серйозних ушкоджень людині зі щитом.

### Воїни з вогнепальною зброєю
- Пірат був виключений з боротьби через крайню ненадійність своєї вогнепальної зброї.
- Мафія вибула з боротьби, оскільки їх зброя була також ненадійною (імпровізованою), а досвід ведення війни обмежувався бандитськими розбірками
- У фінал вийшли спецназ і ІРА як найдосвідченіші бійці свого часу. Від команди ІРА був запрошений актор Скотті Коллінз, нащадок Майкла Коллінза, а від команди Спецназа колишній майор ГРУ Саулюс «Сонні» Пузікас.

#### Зброя ІРА
- Револьвер Webley
- Вогнемет ЛПО-50
- Автомат AR-15
- Снайперська версія гвинтівки HK G3
- Бомба з цвяхами
- Рогатка

#### Зброя Спецназу
- Пістолет Макарова
- Карабін Сайга-12
- Автомат АК-74
- Снайперська гвинтівка Драгунова
- РГД-5
- Балістичний ніж

#### Результати комп'ютерної симуляції
|                           | ИРА              | Перемог | Спецназ           | Перемог |
| ------------------------- | ---------------- | ------- | ----------------- | ------- |
| Зброя малої дальності     | Револьвер Webley | 8       | Пістолет Макарова | 20      |
| Зброя середньої дальності | Вогнемет ЛПО-50  | 11      | Карабін Сайга     | 92      |
| Автоматична зброя         | AR-15            | 175     | AK-74             | 472     |
| Снайперська зброя         | HK G3            | 47      | СВД               | 120     |
| Вибухівка                 | Бомба з цвяхами  | 20      | РГД-5             | 7       |
| Спеціальна зброя          | Рогатка          | 3       | Балістичний ніж   | 6       |
| Всього                    |                  | 264     |                   | 736     |

З рахунком 264:736 перемогу здобув Спецназ і таким чином став найвеличнішим воїном вогнепальної епохи.

#### Факти про епізод

##### Випробування зброї
- Для балансу сил ІРА отримала револьвер Веблен і снайперську модифікацію гвинтівки Хеклер-Кох G3.
- Для револьвера Веблен і пістолета Макарова проводилися два випробування: в першому випадку на черепі і шматку балістичного гелю, у другому випадку за допомогою пістолета необхідно було знищити чотири мішені і не потрапити в одну мішень, яка зображує цивільного. У першому випадку Веблен переміг завдяки більшій початковій швидкості кулі, але в другому програв за часом перезарядки і точності. За сукупністю підсумків двох випробувань переміг пістолет Макарова.
- Вогнемет ЛПО-50 в порівнянні з сайгою здобув перемогу завдяки площі ураження і можливістю наносити пошкодження, проте в симуляції без шансів програла сайга (п'ятий раз в історії шоу).
- У порівнянні автоматами точність AR-15 і забійна сила АК-74 привели до нічиєї.
- Гвинтівки СВД і HK G3 порівнювалися в новому спеціальному випробуванні. Скорострільність і точність СВД дозволила радянській гвинтівці перемогти німецьку HK G3.
- Балістичний ніж в категорії спеціальної зброї виявився сильнішим ніж рогатка, оскільки, за словами Армана Доріана, рогаткою просто фізично неможливо вбити людину.
- Граната РГД-5 поступилася бомбі з цвяхами по радіусу ураження, а також за фактором наявності додаткового заряду.

##### Симуляція і її результати
- Симуляція проходить на території складу: під час бою можна помітити спокійно проїжджаючі за сталевими ґратами цивільні автомобілі.
- За підсумками симуляції майже у всіх категоріях бойовики ІРА за кількістю перемог були розгромлені спецназівцям, взявши верх тільки в категорії вибухівки.
- Спецназ ГРУ встановив рекорд, знищивши противника більш ніж 700 раз. Однак цифри, показані в шоу і дані самими авторами, розрізняються: в шоу показано 736 перемог спецназу, хоча автори стверджують про 717 перемог.
- У самій симуляції бойовики ІРА не задіяли рогатку. У свою чергу, спецназівець не випускав лезо ножа в бойовика ІРА, а просто його заколов.
- У симуляції бійці спецназу віддають накази англійською. Разом з тим, командир групи в кінці вимовляє російською «Я спецназ».
- У серії «ІРА проти Талібану» ІРА перемогла з найменшою в перших двох сезонах перевагою, а в даній серії зазнала найбільш вражаючої поразки.

##### Помилки та неточності
- У заставці замість G3 показаний більш сучасний німецький автомат HK G36.
- На столі у експертів знаходиться автомат FAMAS, який не поставлявся бойовикам ІРА.
- Гвинтівка HK G3 передбачає ведення безперервного вогню, але це було з незрозумілих причин виключено з умов поєдинку.